# وسلین وویوویچ
وسلین وویوویچ (سیریلیک صربی: Веселин Вујовић؛ زادهٔ ۱۸ ژانویهٔ ۱۹۶۱) بازیکن سابق هندبال اهل یوگسلاوی و مربی اهل مونته‌نگرو است.
از باشگاه‌هایی که در آن بازی کرده‌است می‌توان به باشگاه هندبال بارسلونا اشاره کرد.